# Duralex Picardie
El got Picardie és un estri creat per l'empresa francesa Saint-Gobain l'any 1954 i comercialitzat baix la marca Duralex.
És un got fàcilment apilable i més resistent que la majoria de gots de vidre. Considerats una icona del disseny francés, han aparegut a pel·lícules com Gangs of New York, Blue Jasmine i Skyfall. Juntament amb el Gigogne, s'ha exposat a diversos museus pel seu disseny.